# الدوري المنغولي لكرة القدم 2006
الدوري المنغولي لكرة القدم 2006 هو موسم من الدوري المنغولي لكرة القدم. كان عدد الأندية المشاركة فيه 12، وفاز فيه Khoromkhon FC ‏.